# (25624) Kronecker
(25624) Kronecker est un astéroïde de la ceinture principale.

## Histoire
(25624) Kronecker a été découvert le 6 janvier 2000 à Prescott (Arizona) par Paul G. Comba, et nommé en l'honneur du mathématicien allemand Leopold Kronecker.

## Caractéristiques
L'orbite de (25624) Kronecker a un demi-grand axe de 2,99 au, une excentricité de 0,16 et une inclinaison de 3,9° par rapport à l'écliptique.